# Bois-le-Roi (Eure)
Bois-le-Roi (Bois-le-Roy) – miejscowość i gmina we Francji, w regionie Normandia, w departamencie Eure.
Według danych na rok 1990 gminę zamieszkiwały 793 osoby, a gęstość zaludnienia wynosiła 146 osób/km² (wśród 1421 gmin Górnej Normandii Bois-le-Roi plasuje się na 304. miejscu pod względem liczby ludności, natomiast pod względem powierzchni na miejscu 654.).